# Temir Sarïev
Temir Argembaevich Sarïev (Темир Сариев en kirghize) est un homme d'État kirghize né le 17 juin 1963. Il est le Premier ministre du 1er mai 2015 au 13 avril 2016.

## Biographie
Il est d'abord ministre des Finances d'avril à juillet 2010 puis ministre de l'Économie de 2011 à 2015. Il est le Premier ministre du 1er mai 2015 au 13 avril 2016. Il démissionne après un scandale de corruption.
Il a également été candidat à l'élection présidentielle kirghize de 2009 puis à l'élection présidentielle kirghize de 2017. Le 20 août 2020, il quitte la direction d'Akshoumkar est son affiliation est suspendue à la suite de sa décision d'être candidat aux législatives d'octobre 2020 sous la bannière de Kirghizistan uni.